# Нодия, Георгий Яковлевич
Георгий Яковлевич Нодия (1916 год, Сухуми, Кутаисская губерния — неизвестно, Сухуми, Абхазская АССР, Грузинская ССР) — главный агроном отдела сельского хозяйства Сухумского района, Абхазская АССР, Грузинская ССР. Герой Социалистического Труда (1951).

## Биография
Окончил агробиологический факультет Сухумского государственного педагогического института имени М. А. Горького. Трудился в сельском хозяйстве Абхазской АССР. В послевоенные годы — главный агроном отдела сельского хозяйства Сухумского района.
В своей деятельности применял передовые агротехнические методы, в результате чего сельскохозяйственные предприятия Сухумского района за короткое время в годы Четвёртой пятилетки (1946—1950) достигли довоенного уровня производства продуктов. В 1949 году обеспечил перевыполнение в целом по району плана сбора урожая цитрусовых плодов на 55 %. Указом Президиума Верховного Совета СССР от 19 апреля 1951 удостоен звания Героя Социалистического Труда за «перевыполнение плана сбора урожая сортового зелёного чайного листа, цитрусовых плодов и винограда в 1949 году» с вручением ордена Ленина и золотой медали «Серп и Молот» (№ 5839).
Этим же Указом званием Героя Социалистического Труда были также награждены первый секретарь Сухумского райкома партии Акакий Зосимович Берия и председатель Сухумского райисполкома Александр Теймуразович Аблотия.
В последующие годы — заведующий отделом сельского хозяйства Сухумского района.
После выхода на пенсию проживал в Сухуми. Дата смерти не установлена.